# (20141) Markidger
(20141) Markidger es un asteroide perteneciente al cinturón de asteroides descubierto el 13 de septiembre de 1996 por Manolo Blasco desde el Observatorio Astronómico de Mallorca en España.

## Designación y nombre
Designado provisionalmente como 1996 RL5, fue nombrado así en homenaje a Mark Richard Kidger, un astrofísico del Instituto de Astrofísica de Canarias.

## Características orbitales
Markidger está situado a una distancia media del Sol de 2,2590 ua, pudiendo alejarse hasta 2,6652 ua y acercarse hasta 1,8529 ua. Su excentricidad es 0,1798 y la inclinación orbital 7,1202 grados. Emplea 1240,178 días en completar una órbita alrededor del Sol.

## Características físicas
La magnitud absoluta de Markidger es 14,8. Tiene un diámetro de 3,378 km y su albedo se estima en 0,224.